# Menara Telekom
Menara Telekom es un rascacielos que se sitúa en Kuala Lumpur, capital de Malasia. Es un edificio de oficinas, con unos 150 mil metros cuadrados, 55 pisos de altura y construido para representar un brote de bambú, lo que lo convierte en una señal única de Malasia. Tiene 310 metros de altura, y además consta de un helipuerto ubicado a 236 metros sobre el suelo. Es la oficina central corporativa de Malasia Telekom desde el 2001.
Fue diseñado por Hijjas Kasturi, y fue construido entre 1998 y 2001.